# Leitengraben (Leutersdorfer Wasser)
Der Leitengraben, volkstümlich die Leite ist ein rechtsseitiger Zufluss des Leutersdorfer Wassers mit einer Länge von ca. 2 km in der Stadt Seifhennersdorf des ostsächsischen Landkreises Görlitz.

## Beschreibung
Der Bach entspringt westlich des Wacheberges in Neuwalde. Er fließt mit südöstlicher Richtung an den westlichen Häusern von Neuleutersdorf vorbei. Unterhalb der ehemaligen Neuleutersdorfer Ziegelei fließt der Bach östlich des Hartheberges unter der Bahnstrecke Mittelherwigsdorf–Varnsdorf–Eibau hindurch. Am nördlichen Fuß des Mönchsberges mündet der Leitengraben zwischen Leutersdorf und Seifhennersdorf auf dem Terrain der wüsten Teichstätte des Seifenteiches in das Leutersdorfer Wasser. 